# Гвитори
Гвитори (груз. ღვითორი) — село в Грузии, на территории Чиатурского муниципалитета края (мхаре) Имеретия.

## География
Село находится на западе центральной части Грузии, в долине реки Гвитори (левый приток Буджи), на расстоянии приблизительно 6 километров (по прямой) к западу от города Чиатура, административного центра муниципалитета. Абсолютная высота — 641 метр над уровнем моря.

## Население
По результатам официальной переписи населения 2014 года, в Гвитори проживал 181 человек (97 мужчин и 84 женщины). В национальной структуре населения грузины составляли 98,9 %, армяне — 0,55 %, русские — 0,55 %.
| Год  | Население, человек |
| ---- | ------------------ |
| 2002 | 362                |
| 2014 | ↘ 181              |